# 황병규
황병규(黃炳珪, 1907년 여수 - 1984년 2월 17일)는 대한민국의 정치인이다. 제1·2대 국회의원을 지냈다.

## 약력
- 여수수산학교 졸업
- 면장
- 어업조합장
- 국회수산분과 위원
- 제헌 국회의원
- 제2대 국회의원
- 제2대국회 상공위원회 위원장(1953년 1월 29일 ~ 1953년 12월 19일, 1953년 12월 19일 ~ 1954년 5월 30일)

## 역대 선거 결과
|  | 48.27% |

|  | 27.09% |

|  | 24.41% |

|  | 36.22% |

|  | 5.10% |

|  | 4.22% |

## 참고자료
- 《대한민국 의정총람》, 국회의원총람발간위원회, 1994년
- 황병규 - 대한민국헌정회
- 국사편찬위원회[깨진 링크(과거 내용 찾기)]